# Aula Pawła VI
Aula Pawła VI – aula położona w Rzymie, w której odbywają się audiencje generalne dla grup pielgrzymkowych i parafialnych z Włoch i  z zagranicy, spotkania papieża z klerem i pielgrzymami, koncerty, pokazy filmowe i inne wydarzenia.
Powstała z inicjatywy papieża Pawła VI na terenach Ogrodów Nerona obok bazyliki watykańskiej. Głównym architektem jest Włoch Pier Luigi Nervi. Budynek w całości znajduje się w granicach Watykanu.
Budowa auli rozpoczęła się w 1966 roku według pochodzącego z 1964 roku projektu Piera Luigiego Nerviego. Jej uroczyste otwarcie odbyło się 30 lipca 1971 roku w obecności papieża Pawła VI. Aula Pawła VI może pomieścić w swoich murach maksymalnie 12 tys. osób. Obecnie ze względów bezpieczeństwa wpuszczanych jest jednak do wnętrza maksymalnie od 6 do 8 tysięcy.
Na dachu auli od roku 2008, zostało zamontowane 2400 paneli fotowoltaicznych, produkujących energię elektryczną na potrzeby własne auli i pobliskich budynków.